# Rio Fumaça
O rio Fumaça é um curso de água do estado de Minas Gerais. É um afluente da margem esquerda do rio Muriaé e, portanto, um subafluente do rio Paraíba do Sul.
Apresenta 44 km de extensão e drena uma área de 518 km² que abrange parte dos municípios de Muriaé e Rosário da Limeira. Sua nascente situa-se a uma altitude de aproximadamente 1500 metros, na serra da Mantiqueira, no município de Muriaé. Em seu percurso, banha o distrito de Belisário. Ao alcançar a cidade de Muriaé, o rio Fumaça tem sua foz no rio Muriaé.